# Break the Ice
"Break the Ice" é uma canção da cantora norte-americana Britney Spears de seu quinto álbum de estúdio, Blackout. Foi escrito por Nate "Danja" Hills, Marcella, "Ms. Lago", Araica, Keri Hilson, James Washington e produzido por Danja. Após uma enquete realizada no site oficial de Britney, foi lançado em 28 de março de 2008 pela Jive Records, como o terceiro final single do álbum. Musicalmente, "Break the Ice" é uma música electropop com elementos de R&B e suas letras lidam com uma atração entre duas pessoas.
"Break the Ice" recebeu críticas positivas, os críticos a consideraram como uma música forte e feita para a pista de dança eletrônica. A canção fez um sucesso moderado, alcançando o top 10 na Bélgica, Canadá, Finlândia e Suécia e alcançando o top 40 na Austrália, Nova Zelândia e em muitos países europeus. Nos Estados Unidos, a canção alcançou o número 43 na Billboard Hot 100, enquanto no chart Hot Dance Club Songs alcançou a primeira posição. A canção ganhou sua primeira performance em 2013, durante a residência de Britney, "Britney: Piece of Me" realizada no teatro The AXIS, situado no Planet Hollywood Resort and Casino, em Las Vegas. A performance é considerada por muitos fãs um dos melhores momentos do show.

## Escolha do single
Inicialmente "Break the Ice" estava planejada para ser o segundo single de "Blackout", mas por escolha de Spears, foi trocada de última hora por "Piece of Me". A seleção do terceiro single foi feita tomando como base uma votação realizada no site da cantora, Britney.com. À escolha dos fãs, estavam 5 canções: "Break the Ice", "Toy Soldier", "Radar", "Hot As Ice" e "Freakshow". "Break the Ice" liderou com 39% dos votos seguido de "Toy Soldier" com 35%. A canção "Radar" seguiu em terceiro, com 12%, seguida por "Hot As Ice" com 9% e por "Freakshow" com 5%.

## Lançamento
O single foi lançado em Abril de 2008. A canção iria ser liberada para as rádios norte-americanas em 26 de Fevereiro de 2008, porém a data de lançamento foi transferida para o dia 3 de Março de 2008 (segundo fã sites), dia em que foram lançados singles de outros artistas de peso como Usher, com "Love in This Club" e Mariah Carey com "Touch My Body".

## Videoclipe
O videoclipe foi lançado dia 12 de Março de 2008. Consiste em uma animação em estilo anime feito na Coreia do Sul que mostra uma Britney super heroína derrotando inimigos. O clipe recebeu muitos elogios da crítica e do público em geral, que afirma que, a cada vídeo, ela se "reinventa" e "impressiona". [carece de fontes?]
No final do videoclipe aparece uma pequeno frase dizendo: "To Be Continued…" que a tradução é "Continua...", no qual, muitos fãs deduziram, ser o lançamento do próximo CD, e o contínuo crescimento de sua carreira profissional.
E hoje, o conceito do clipe está mais claro. Os produtores de Britney já tinham em mente uma continuação e em 2009 foi feito um concurso onde os fãs mandaram histórias, e uma dessas histórias seria escolhida para virar um clipe de animação da canção "Kill The Lights", dando um fim no polêmico "To Be Continued...". "Break the Ice tem uma boa pegada de pop, hip-hop e rock, o que resultou bons elogios da critica e um dos pontos altos de Blackout.

## Desempenho nas paradas musicais
| Parada (2008)                      | Melhor posição |
| ---------------------------------- | -------------- |
| Australian ARIA Singles Chart      | 23             |
| Austrian Singles Chart             | 39             |
| Belgian Singles Chart (Flanders)   | 7              |
| Belgian Singles Chart (Wallonia)   | 3              |
| Canadian Hot 100                   | 9              |
| Czech Airplay Chart                | 63             |
| Danish Singles Chart               | 13             |
| Dutch Top 40                       | 61             |
| European Hot 100 Singles           | 31             |
| Finnish Singles Chart              | 8              |
| New Zealand Singles Chart          | 24             |
| Swedish Singles Chart              | 11             |
| UK Singles Chart                   | 15             |
| U.S. Billboard Hot 100             | 43             |
| U.S. Billboard Hot Dance Club Play | 1              |

### Certificações
| País                       | Certificação |
| -------------------------- | ------------ |
| Dinamarca (IFPI Dinamarca) | Ouro         |
| Estados Unidos (RIAA)      | Platina      |
| Reino Unido (BPI)          | Prata        |